# Geri y Freki

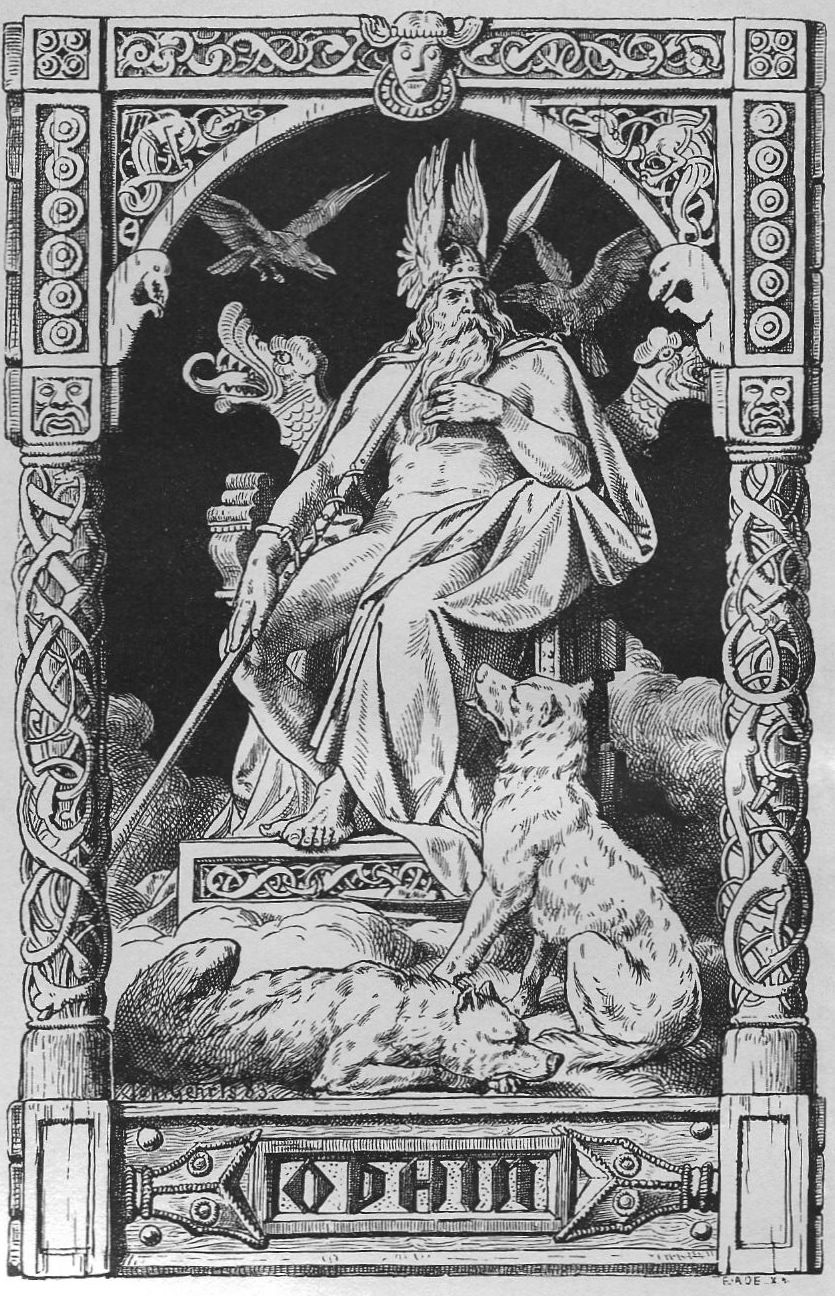
Odín con los lobos Geri y Freki y sus cuervos Hugin y Munin. Ilustración de Johannes Gehrts de 1888.

Geri y Freki —en nórdico antiguo «voraz» y «ávido», respectivamente— son en la mitología nórdica los dos lobos que acompañan al dios Odín y figuran en la Edda poética y la Edda prosaica, así como en la poesía escáldica. Ambos personajes se han comparado con otras figuras de la mitología griega, romana y védica; se asociaron además con las creencias en torno al mito germánico de los «lobos guerreros» o Úlfheðinn.

## Etimología
De forma general, el significado de los nombres Geri y Freki en nórdico antiguo, se ha interpretado como «voraz» o «codicioso». El nombre Geri puede tener su origen en el adjetivo protogermánico geraz, relacionado con el burgundio girs, el nórdico antiguo gerr y el alto alemán antiguo ger o giri; en todos estos idiomas el significado es el de «codicioso». Para Bruce Lincoln, el origen del nombre se encuentra en la raíz protoindoeuropea gher-, cuyo origen es similar al de Garm, nombre del perro que custodia el reino de Hela y que está íntimamente relacionado con los eventos del Ragnarök. Freki puede remontarse al adjetivo protogermánico frekaz, ligado con el gótico faihu-friks, el frec anglosajón y el alto alemán antiguo freh; el significado de todos puede ser «ambicioso», «avariento», «deseoso», «codicioso», «glotón» y «audaz». John Lindow interpretó los dos nombres como adjetivos nominalizados del nórdico antiguo.

## Apariciones
En el poema Grímnismál de la Edda Poética, Odín —disfrazado de Grímnir— le proporciona al joven Agnarr Geirröðsson información sobre sus compañeros. Agnarr dice que Odín alimenta a Geri y Freki cuando el dios consume un tipo de vino específico.

| Original: Gera ok Freka seðr gunntamiðr hróðigr Herjaföður; en við vín eitt vápngöfugr Óðinn æ lifir. | Traducción de Benjamin Thorpe: Geri and Freki the war-wont sates, the triumphant sire of hosts; but on wine only the famed in arms, Odin, ever lives. | Traducción de Henry Adams Bellows: Freki and Geri does Heerfather feed, The far-famed fighter of old: But on wine alone does the weapon-decked god, Othin, forever live. |  |

También se alude a los lobos a través del kenning los canes de Viðrir, en el verso 13 de la Helgakviða Hundingsbana I.

| Original: Fara hildingar hiorstefno til þeirrar er la/gdo at Logafiollom; sleit Froþa friþ fianda a milli, fara Viþriss grey valgiorn vm ey. | Traducción de Benjamin Thorpe: The warriors went to the trysting place of swords, which they had appointed at Logafiöll. Broken was Frodi's peace between the foes: Vidrir’s hounds went about the isle slaughter-greedy. | Traducción de Henry Adams Bellows: The warriors forth to the battle went, The field they chose at Logafjoll; Frothi's peace midst foes they broke, Through the isle went hungrily Vithrir's hounds. |  |

En el capítulo 38 del libro Gylfaginning de la Edda prosaica, la figura exaltada de Hár explica que Odín entrega toda la comida de la mesa a sus lobos. Para el dios, el vino reemplaza la bebida y la comida, por lo que no la necesita. En el capítulo 75 del libro Skáldskaparmál hay una lista de nombres de huargos y lobos, donde aparecen Geri y Freki.
En la poesía escáldica, Geri y Freki se usan como nombres comunes para «lobo», específicamente en el capítulo 58 del Skáldskaparmál —citados en algunos trabajos de Þjóðólfur úr Hvini y Egill Skallagrímsson—. Geri se utiliza como sinónimo del término en el capítulo 64 del Hattatal. En el capítulo 58 del Skáldskaparmál Geri es empleado en kennings para «sangre», y «carroña» en el capítulo 60 del mismo texto. Dichas acepciones aparecen en las obras las cervezas de Geri y pedazo de Geri, escritas por los escaldos Þórðr Sjáreksson y Einarr Skúlason respectivamente. Freki forma parte de un kenning para «carroña» en el capítulo 58 del Skáldskaparmál.

## Teorías

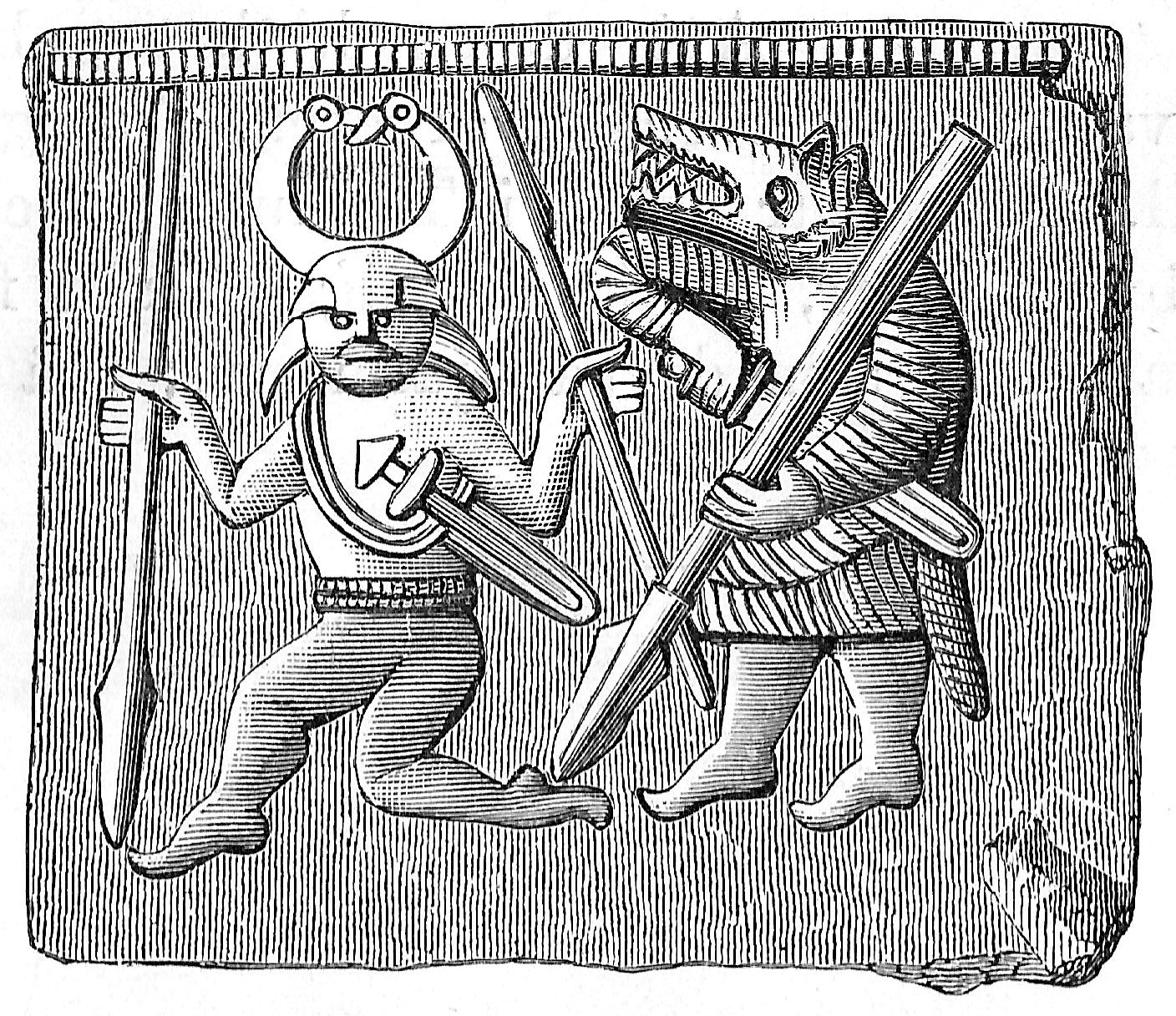
Placa de bronce de la Era de Vendel en Öland, Suecia. En ella se representa a un guerrero cubierto con una piel de lobo y una espada acompañado de una figura danzante.

El nombre Freki también se aplica al lobo Fenrir en el poema Völuspá, dentro de la Edda poética. El folclorista John Lindow vio esto como una ironía, ya que según la mitología nórdica Fenrir mataría y devoraría a Odín durante el Ragnarök. El historiador Michael Spiedel relacionó a Geri y Freki con restos arqueológicos que representan figuras vestidas con pieles de lobos, y frecuentemente encontrados junto a nombre relacionados con «lobo» entre los pueblos germánicos, incluyendo: Wulfhroc, Wolfhetan, Isangrim, Scrutolf, Wolfgang, Wolfdregil y Vulfolaic. También pueden estar ligados a los mitos sobre guerreros-lobos de la mitología nórdica, como los berserker. Spiedel cree que esto apunta al culto pangermánico de los guerreros lobos, que gira en torno a Odín, y que disminuyó luego de la cristianización.
Se cree además que los lobos pudieron ser divinidades de las religiones protoindoeuropeas. El especialista Jacob Grimm halló una supuesta conexión entre Odín y el dios griego Apolo, para quienes los lobos y los cuervos eran sagrados. El filólogo Maurice Bloomfield relacionó a Geri y Freki con los dos canes de Iama pertenecientes a la temprana mitología védica, a los que vio como una adaptación germánica del Cerbero griego. Michael Spiedel comentó sobre la conexión entre los lobos y figuras de gran poder: «Es por eso que Geri y Freki, los lobos que están junto a Odín, también estaban junto a los tronos de los reyes anglosajones. Lobos guerreros como Geri y Freki no eran meros animales, sino seres míticos; como compañeros de Odín, ellos son parte de su poder, y les hizo lobos guerreros».